# رهوة بن علي (سرار)

تعديل مصدري - تعديل

رهوة بن علي هي إحدى قرى عزلة سرار بمديرية سرار التابعة لمحافظة أبين، بلغ تعداد سكانها 92 نسمة حسب تعداد اليمن لعام 2004.